# Waza portlandzka
Waza portlandzka – datowana na końcówkę I wieku p.n.e. lub początek I wieku n.e. waza wykonana z warstwowego szkła kameowego w kolorach niebieskim i białym, ozdobiona reliefami ze scenami figuralnymi. Obecnie znajduje się w zbiorach British Museum.
Naczynie ma postać amfory o wysokości 24,5 cm i średnicy 17,7 cm. Po bokach posiada dwa uchwyty. Jej zewnętrzną powierzchnię zdobią dwie sceny figuralne z siedmioma postaciami. Pierwsza z nich przedstawia wychodzącego spomiędzy kolumnady młodzieńca, idącego ku siedzącej na ziemi kobiecie, wyciągającej rękę w jego stronę. Kobieta trzyma między kolanami węża, nad nią unosi się zaś kupidyn z łukiem i pochodnią. Całej sytuacji przygląda się stojący po prawej brodaty mężczyzna. Druga scena ukazuje siedzących na stosach kamieni mężczyznę i dwie kobiety, z których jedna trzyma laskę. Na temat interpretacji przedstawionych postaci wysunięto szereg teorii, dopatrywano się w nich m.in. Peleusa i Tetydy, Achillesa i Heleny lub Dejdamii, a także apoteozy cesarza Augusta. Dno wazy, na którym przedstawiono postać męską (zdaniem niektórych Parysa, stąd interpretacja jakoby relief przedstawiał sąd Parysa) nie jest oryginalne, zostało dodane podczas naprawy w starożytności lub już po odnalezieniu zabytku w czasach nowożytnych.
Waza została odkryta pod koniec XVI wieku. Jedna z relacji podaje, że znajdowała się w odkopanym w 1582 roku na Monte del Grano pod Rzymem grobowcu. Na początku XVII wieku stanowiła własność kardynała Francesco Marii del Monte. Po jego śmierci w 1626 roku weszła w skład kolekcji rodziny Barberini. Około 1780 roku Barberini wystawili ją na sprzedaż z powodu długów hazardowych i wówczas naczynie nabył szkocki antykwariusz John Byres. Byres sprzedał następnie amforę Williamowi Douglasowi Hamiltonowi, od którego w 1784 roku kupiła ją wdowa po księciu Portland. Będąca odtąd w posiadaniu książąt Portland waza została w 1810 roku przekazana w depozyt Muzeum Brytyjskiemu, które ostatecznie odkupiło ją w 1945 roku.
W 1845 roku pijany student William Lloyd przewrócił stojącą obok wazy rzeźbę, która spadając, uderzyła w nią i roztrzaskała ją na ponad 200 kawałków. Zniszczone naczynie zostało złożone i sklejone przez Johna Doubledaya. Kolejnym pracom renowacyjnym poddano wazę w 1945 i 1987 roku.